# Artur Zickler
Artur Zickler (* 13. März 1897 in Dresden als Friedrich Arthur Zickler; † 11. August 1987 in Hamburg), Pseudonyme Artur Seelbach und Friedrich von Raehmitz, war ein deutscher Journalist und Schriftsteller.

## Leben
Zickler war ein Sohn des Tischlers Friedrich Moritz Zickler. Nach dem Schulbesuch verdiente Zickler seinen Lebensunterhalt als Bergarbeiter und Schauermann. Um das Jahr 1915 wurde er zur Teilnahme am Ersten Weltkrieg einberufen. Nachdem er den Waffendienst verweigert hatte, wurde er in eine psychiatrische Anstalt eingewiesen, ein Erlebnis, das er später in dem Buch Im Tollhaus verarbeitete.
Seit dem Jahr 1918 oder 1919 war Zickler als Journalist für die SPD-Zeitung Vorwärts tätig. Bis heute vielfach zitiert werden die Schlusszeilen des Gedichtes „Das Leichenhaus“, das Zickler als junger Redakteur am 13. Januar 1919, kurz nach der Niederschlagung des Berliner Spartakusaufstandes, im Vorwärts veröffentlichte, um die Unverantwortlichkeit der Anführer des Aufstandes – Karl Liebknecht, Rosa Luxemburg und Karl Radek – zu rügen, die seiner Meinung nach durch das schlecht vorbereitete Unternehmen in unverantwortlicher Weise den Tod vieler Hundert Arbeiter verschuldet hätten, während sie selbst am Leben geblieben seien. Das Gedicht trug den Titel „Das Leichenschauhaus“.
„Viel Hundert Tote in einer Reih’ –

Proletarier!

Karl, Rosa, Radek und Kumpanei –

es ist keiner dabei, es ist keiner dabei!

Proletarier!“
Das Gedicht brachte Zickler später den Vorwurf ein, zur weiteren Aufpeitschung des ohnehin angespannten Klimas zwischen den Konfliktparteien in der Reichshauptstadt beigetragen zu haben. Zwei Tage nach dem Erscheinen des Gedichtes wurden Liebknecht und Luxemburg ermordet, somit sei er indirekt ein Stück weit für diese Tat mitverantwortlich.
Zickler gehörte auch zu den führenden Köpfen des Friedensbundes der Kriegsteilnehmer.
In den 1920er Jahren war Zickler, den Scholz als „Journalistisch und rhetorisch hochbegabten politischen Außenseiter“ beschreibt und zu dessen Bewunderern in dieser Zeit auch Kurt Tucholsky gehörte, weiterhin Redakteur beim Vorwärts, bevor er als Chef vom Dienst zum im Scherl Verlag erscheinenden „Der Tag“ wechselte. Karl Kraus beschrieb ihn 1923 so. „Artur Zickler, und in dem ist die gesamte Sehnsucht der heraufkommenden europäischen Jungführer verkörpert, die dem Geiste nach Faszisten sind.“ Versuche von Joseph Goebbels, ihn für den Angriff zu gewinnen, wies Zickler im Jahr 1927 von sich. Stattdessen arbeitete er in den Folgejahren versteckt mit den Strasser-Brüdern zusammen und publizierte Aufsätze und Broschüren gegen den Nationalsozialismus.
Am 1. Mai 1933 trat er in die NSDAP ein. Nach 1933 wurde Zickler kurzzeitig Mitarbeiter des Angriffs, dann wurde er mit einem Berufsverbot belegt und nach einer Reihe von Gelegenheitsarbeiten beim Ullstein Verlag beschäftigt.
Nach dem Zweiten Weltkrieg – in dem seine Verlobte Gerda Ruth Schmidt (* 19. Mai 1905) beim Angriff auf Dresden vom 13./14. Februar 1945 ums Leben kam – siedelte Zickler nach Köln über, wo er als Roman- und Serien-Schreiber bei der Neuen Illustrierten unterkam.
Zickler war dreimal verheiratet.

## Schriften (Auswahl)
- Anklage der Gepeinigten! Geschichte eines Feldlazaretts. Aus den Tagebüchern eines Sanitäts-Feldwebels (1914–1918). Mit einem Vorwort von Artur Zickler. Der Firn, Berlin 1918.
- Im Tollhause. Singer, Berlin 1919.
- Reichswehr gegen Rote Armee. Was im Ruhrgebiet geschah. Der Firn, Berlin 1920.
- Die Brotwinsel. Paulchens garstige Lieder. Vorwärts, Berlin 1920.
- Sozialisierung als kapitalistischer Schwindel oder als sozialistischer Volkserlösung? Ein Warnungsruf an die Arbeiterschaft. Der Firn, Berlin 1921.
- Der Sprung in die Welt. Ein Jung-Arbeiter-Roman. Dietz, Berlin, Stuttgart 1922. (Reprint 2009, ISBN 978-1-115-20378-4)
- Handschriftliche Aufzeichnung von Artur Zickler 1924 (Memento vom 6. Oktober 2014 im Internet Archive)
- Der Ruf in die Welt. Eine Lebensgeschichte der Gegenwart. Verlag für kulturelle und wirtschaftliche Aufgaben, Berlin 1929.
- Umgang mit Papier. Ein launiges Lehrbüchlein für jedermann. Verlag für kulturelle und wirtschaftliche Aufgaben, Berlin 1930.
- Zweimal Schlieffen. In: Europäische Revue. Band 13, Ausgabe 2. Deutsche Verlags-Anstalt, 1937, S. 671 ff.
- Wehrschriftthum I. In: Europäische Revue. Band 13, Ausgabe 2. Deutsche Verlags-Anstalt, 1937, S. 579 ff.
- Die Freude am Kleide. Zum 175jährigen der Kölner Firma Bierbaum-Proenen. J.P. Bachem Verlag, Köln 1963.

### Romane in der Neue Illustrierte
Unter den Pseudonymen Artur Seelbach und Friedrich von Raehmitz
- Die Reise nach Deutschland.
- Nimm deinen Hut und geh.
- Sybille kehrt wieder.
- Du wirst noch viele schöne Tage sehn.

### Memoiren in der Neue Illustrierte
- mit Kronprinzessin Cecilie: Kaisers meiner Seele.

## Archivalien
- Autobiografische Notiz von Artur Zickler 8. August 1945. In: Bundesarchiv SAPMO Signatur SgY 30.2052[9]